# NWA World Heavyweight Championship
Le National Wrestling Alliance (NWA) World Heavyweight Championship que l'on peut traduire par championnat du monde poids lourd de la NWA est le championnat de catch majeur de la National Wrestling Alliance (NWA).
Avec beaucoup de « territoires » à travers les États-Unis, la NWA était formée en 1948 comme le corps gouvernant général du catch. Comme des franchises, ces territoires étaient sous la bannière de la NWA. Les propriétaires de la fédération doivent reconnaître le champion du monde poids-lourd. Actuellement sous le contrôle direct de la NWA, le titre a été le centre d'intérêt de nombre de fédérations dans le passé, incluant la World Championship Wrestling, la Total Nonstop Action Wrestling et la New Japan Pro-Wrestling.

## Histoire
À la création de la National Wrestling Alliance (NWA), Pinkie George, Al Haft, Tony Stecher, Harry Light, Orville Brown et Sam Muchnick décident que le choix du champion du monde poids lourd doit toujours faire l'objet d'un vote du bureau de la NWA. Ce premier bureau désigne Orville Brown qui est catcheur et promoteur comme premier champion du monde poids lourd de la NWA. Il commence à unifier trois championnat du monde : celui de Des Moines, de Wichita et de Kansas City. Il doit arrêter sa carrière après un accident de la route le 1er novembre 1949 et c'est Lou Thesz lui succède,. Il unifie le championnat de la NWA et le championnat du monde poids lourd de la National Wrestling Association (en) et le championnat du monde poids lourd de Los Angeles.
Au cours du second règne de Thesz, des tensions apparaissent en coulisses entre Eddie Quinn, le promoteur de la Canadian Athletic Promotions qui est le territoire de Montréal, et Sam Munchnick qui est le président de la NWA et le booker attitré de Thesz. Quinn pense qu'Édouard Carpentier doit succéder à Thesz alors que Munchnick pense le contraire. Thesz et Carpentier s'affrontent le 14 juin 1957 à Montréal dans un match au meilleur des trois tombés. L'arbitre arrête le match après le second tombé car Thesz se plaint d'une blessure « légitime » au dos et les deux hommes sont à égalité. Ce match nul créé une controverse et plusieurs promoteurs de la NWA notamment à Montréal mais aussi à Omaha reconnaissent Édouard Carpentier comme étant le véritable champion.
Carpentier perd son titre de champion du monde de la NWA (version Omaha) face à Verne Gagne le 8 août 1958. À la fin des années 1950, Gagne demande à la NWA d'organiser un match afin d'unifier le véritable championnat de la NWA et la version Omaha sans succès. Ce désaccord entre Gagne et Sam Muchnick se termine par la création de l'American Wrestling Association (AWA) en avril 1960. Pat O'Connor qui est alors le champion du monde de la NWA devient le premier champion du monde poids lourd de l'AWA et a trois mois pour affronter Gagne. O'Connor n'apparaît jamais à la AWA et Gagne se proclame champion le 16 août.
Au début des années 1960, Buddy Rogers est le champion. Il est le catcheur vedette de la Capitol Wrestling Corporation, le territoire de la NWA qui couvre une partie de la côte nord-est des États-Unis. Vince McMahon, Sr. ne souhaite pas laisser Rogers partir défendre son titre dans d'autres territoires. McMahon et la direction de la NWA tombent d'accord pour que Rogers perde son titre face à Lou Thesz le 29 avril 1963 à Toronto.

## Liste des détenteurs du titre
| # | Catcheur                  | Règne   | Date                                                                         | Durée                                                                            | Lieu                                                    | Evenement                                 | Notes |
| --- | ------------------------- | ------- | ---------------------------------------------------------------------------- | -------------------------------------------------------------------------------- | ------------------------------------------------------- | ----------------------------------------- | --- |
| 1 | Orville Brown             | 1er     | 14 juillet 1948                                                              | 488 jours                                                                        | Des Moines (Iowa)                                       | House show                                | En juillet 1948, la National Wrestling Alliance est fondé et Brown est reconnu comme le premier World Heavyweight Champion de la NWA. |
| Vacant le 1er novembre 1949 à la suite d'un accident de la route de Brown qui le contraint à mettre fin à sa carrière.                                                                                        |                           |         |                                                                              |                                                                                  |                                                         |                                           | |
| 2 | Lou Thesz                 | 1er     | 27 novembre 1949                                                             | 1941 jours                                                                       | Des Moines, Iowa                                        |                                           | [ 4 ] |
| — | Leo Nomellini (en)        | 1er†    | 22 mars 1955                                                                 | 115 jours                                                                        | San Francisco                                           |                                           | Bat Lou Thesz par décompte à l'extérieur dans deuxième chute et disqualification dans la troisième chute. Californie Athletic Commission a reconnu le changement de titre par disqualification,mais les deux lutteurs continuer à réclamer le titre. |
| — | Lou Thesz                 | 2e†     | 15 juillet 1955                                                              | 244 jours                                                                        | Toronto                                                 | House show                                | Bat Nomellini dans un match revanche. |
| 3 | Whipper Billy Watson (en) | 1er     | 15 mars 1956                                                                 | 239 jours                                                                        | Toronto                                                 | House show                                | |
| 4 | Lou Thesz                 | 2e(3e)  | 9 novembre 1956                                                              | 217 jours                                                                        | Saint-Louis (Missouri)                                  | House show                                | |
| — | Édouard Carpentier        | 1er†    | 14 juin 1957                                                                 | 40 jours                                                                         | Chicago (Illinois)                                      | House show                                | Carpentier a reçu le titre par disqualification quand Thesz ne pouvait pas continuer le match pour cause d'une blessure au dos. Dans certains territoires, Thesz continué à être reconnu en tant que NWA Champion, tandis que dans d'autre, Carpentier a été présenté comme champions. |
| — | Lou Thesz                 | 3e(4e)† | 24 juillet 1957                                                              | 113 jours                                                                        | Montreal, Québec                                        | House show                                | Lou Thesz a remporté un match de revanche contre Carpentier par disqualification. La NWA a d'abord continué à reconnaître comme le champion, mais annule toute reconnaissance de Carpentier en tant que champion quand il a retiré la demande pour le titre quand à Montréal, le promoteur Eddie Quinn quitte la NWA en août 1958. Certains territoires comme Boston (AAC), le Nebraska (NAWA / WWA) ont continué de reconnaître Carpentier comme NWA World Championship. La AAC a reconnu Killer Kowalski comme champion du monde quand il a battu Carpentier à Boston. Nebraska a reconnu plus tard Verne Gagne comme champion du monde quand il a battu Carpentier à Omaha. Le NAWA / WWA a reconnu Freddie Blassie comme champion quand il a battu Carpentier en 1961. |
| 5 | Dick Hutton (en)          | 1er     | 14 novembre 1957                                                             | 421 jours                                                                        | Toronto, Ontario                                        | House show                                | |
| 6 | Pat O'Connor              | 1er     | 9 janvier 1959                                                               | 903 jours                                                                        | Saint-Louis (Missouri)                                  | House show                                | La AWA, sous Verne Gagne, a fait sécession de la RNF et a déclaré O'Connor comme champion du monde en 1960. Cela a été considéré comme un geste de compromis à la AWA étant donné que Verne a tenu la version du titre incontesté d'Edouard Carpentier. O'Connor a été donné 90 jours pour défendre le titre AWA contre le challenger numéro 1 , Verne, et lorsqu'il n'avait, le titre a été attribué à Verne Gagne. |
| 7 | Buddy Rogers              | 1er     | 30 juin 1961                                                                 | 145 jours jusqu'à Kowalski 414 jours jusqu'à Bobo Brazil 573 jours jusqu'à Thesz | Chicago, Illinois                                       | House show                                | Le 2 août 1962, Bruno Sammartino bat Rogers à Toronto, mais a refusé d'accepter le titre parce que Rogers avait lutter avec une blessure. |
| — | Killer Kowalski           | 1er†    | 22 novembre 1961                                                             | 425 jours                                                                        | Montréal, Québec                                        | House show                                | Kowalski bat Rogers le 21 novembre après que Rogers s'est cassé la cheville dans la première chute, mais n'a été reconnu en tant que champion dans certains États. Rogers a battu Kowalski le 21 janvier 1963 à New York, mais Kowalski a réclamé que le match n'était pas pour le titre. |
| — | Bobo Brazil               | 1er†    | 18 août 1962                                                                 | 73 jours                                                                         | Newark, New Jersey                                      | House show                                | Brazil refuse le titre à cause d'une blessure que Rogers avait prétendu avoir. Cependant, le 6 septembre 1962, Brazil est déclaré champion parce qu'un médecin avait déterminé que Rogers n'a jamais subi de blessure. Le changement de titre est pas reconnu par la NWA, ni le changement avec Kowalski. La RNF considère le règne de Rogers dure jusqu'à Thesz, tandis qu'à l'inverse, la WWWF ne la pas reconnu. |
| — | Buddy Rogers              | 2e†     | 30 octobre 1962 (Défaite de Brazil) ou 21 janvier 1963 (Défaite de Kowalski) | 86 jours (Brazil au règne de Thesz) 3 jours (Kowalski au règne de Thesz)         | Toledo, Ohio (contre Brazil) New York (contre Kowalski) | House show                                | En dépit de l'absence de changement de titre officiel, Rogers est considéré comme champion par rapport à son différend avec Brazil et Kowalski. Le second règne ne sont pas officiels et non inclus dans la numérotation officielle. La deuxième longueur alternative de règne de Rogers. est seulement considéré si l'ont admet que la défaite de Rogers de Kowalski en 1963 était pour le titre, sinon Kowalski serait considéré comme le champion. |
| 8 | Lou Thesz                 | 3e(5e)  | 24 janvier 1963                                                              | 1079 jours                                                                       | Toronto (Ontario)                                       | House show                                | Le promoteur du nord-est des États-Unis refusent de reconnaître Rogers de la perte d'une chute à Thesz, rompant ainsi avec la NWA pour former une nouvelle promotion, la World Wide Wrestling Federation. Rogers est déclaré WWWF World Heavyweight Championship trois mois plus tard, le 25 avril. |
| 9 | Gene Kiniski              | 1er     | 7 janvier 1966                                                               | 1131 jours                                                                       | Saint-Louis (Missouri)                                  | House show                                | |
| 10 | Dory Funk, Jr.            | 1er     | 11 février 1969                                                              | 1563 jours                                                                       | Tampa, Floride                                          | House show                                | |
| 11 | Harley Race               | 1er     | 24 mai 1973                                                                  | 57 jours                                                                         | Kansas City, Missouri                                   | House show                                | |
| 12 | Jack Brisco (en)          | 1er     | 20 juillet 1973                                                              | 500 jours                                                                        | Houston, Texas                                          | House show                                | |
| 13 | Giant Baba                | 1er     | 2 décembre 1974                                                              | 7 jours                                                                          | Kagoshima, Japon                                        | House show                                | |
| 14 | Jack Brisco (en)          | 2e      | 9 décembre 1974                                                              | 366 jours                                                                        | Toyohashi, Japon                                        | House show                                | |
| 15 | Terry Funk                | 1er     | 10 décembre 1975                                                             | 424 jours                                                                        | Miami, Floride                                          | House show                                | |
| 16 | Harley Race               | 2e      | 6 février 1977                                                               | 926 jours                                                                        | Toronto, Ontario                                        | House show                                | |
| 17 | Dusty Rhodes              | 1er     | 21 août 1979                                                                 | 5 jours                                                                          | Tampa (Floride)                                         | House show                                | |
| 18 | Harley Race               | 3e      | 26 août 1979                                                                 | 66 jours                                                                         | Orlando (Floride)                                       | House show                                | |
| 19 | Giant Baba                | 2e      | 31 octobre 1979                                                              | 7 jours                                                                          | Nagoya, Japon                                           | House show                                | |
| 20 | Harley Race               | 4e      | 7 novembre 1979                                                              | 302 jours                                                                        | Amagasaki, Japon                                        | House show                                | |
| 21 | Giant Baba                | 3e      | 4 septembre 1980                                                             | 5 jours                                                                          | Saga, Japon                                             | House show                                | |
| 22 | Harley Race               | 5e      | 9 septembre 1980                                                             | 230 jours                                                                        | Otsu, Japon                                             | House show                                | |
| 23 | Tommy Rich                | 1er     | 27 avril 1981                                                                | 4 jours                                                                          | Augusta (Géorgie)                                       | House show                                | |
| 24 | Harley Race               | 6e      | 1er mai 1981                                                                 | 51 jours                                                                         | Gainesville (Géorgie)                                   | House show                                | |
| 25 | Dusty Rhodes              | 2e      | 21 juin 1981                                                                 | 88 jours                                                                         | Atlanta, Géorgie                                        | House show                                | |
| 26 | Ric Flair                 | 1er     | 17 septembre 1981                                                            | 476 jours                                                                        | Kansas City, Missouri                                   | House show                                | Le 9 février 1983, à Miami, The Midnight Rider (Dusty Rhodes, sous un masque en raison d'être suspendu en Floride) a battu Flair pour le titre mais il est revenu quand le président de la NWA Bob Geigel a demandé à Rider pour démasquer ou retourner la ceinture de les règles de la NWA puis interdit au lutteur d'être masqué. |
| — | Jack Veneno (en)          | 1er†    | 29 août 1982                                                                 | 0 jour                                                                           | Saint-Domingue, République dominicaine                  | House show                                | Jack Veneno bat Flair à Saint-Domingue, mais comme il a refusé de défendre le titre en dehors de son pays natal, le titre a été retourné à Flair le 29 août 1982. |
| — | Carlos Colón              | 1er†    | 6 janvier 1983                                                               | 17 jours                                                                         | San Juan, Porto-Rico                                    | House show                                | Ce changement de titre n'est pas reconnu par la RNF. Le WWC World Heavyweight Championship de Carlos était aussi sur la ligne. |
| — | Ric Flair                 | 1er†    | 23 janvier 1983                                                              | 138 jours                                                                        | Miami, Floride                                          | House show                                | Ce changement de titre n'est pas reconnu par la RNF. Victor Jovica a battu Ric Flair le 8 février 1983 à Couva, mais la décision a été annulé trois jours plus tard, car les pieds de Jovica étaient sur la corde lors du tombé. |
| 27 | Harley Race               | 7e      | 10 juin 1983                                                                 | 167 jours                                                                        | Saint-Louis (Missouri)                                  | House show                                | |
| 28 | Ric Flair                 | 2e      | 24 novembre 1983                                                             | 118 jours                                                                        | Greensboro, Caroline du Nord                            | Starrcade (1983)                          | C'était un Steel Cage match, l'arbitre spécial était l'ancien champion Gene Kinishi. |
| — | Harley Race               | 8e†     | 20 mars 1984                                                                 | 3 jours                                                                          | Wellington, Nouvelle-Zélande                            | House show                                | Ce changement de titre a été brièvement reconnu par la WCW, mais il est actuellement pas reconnu par la NWA ni la WWE. |
| — | Ric Flair                 | 3e†     | 23 mars 1984                                                                 | 44 jours                                                                         | San Juan, PR                                            | House show                                | Ce changement de titre a été brièvement reconnu par la WCW', mais il est actuellement pas reconnu par la NWA ni la WWE. |
| 29 | Kerry Von Erich           | 1er     | 6 mai 1984                                                                   | 18 jours                                                                         | Irving (Texas)                                          | Parade of Champions                       | |
| 30 | Ric Flair                 | 3e (4e) | 24 mai 1984                                                                  | 793 jours                                                                        | Yokosuka, Japon                                         | House show                                | |
| 31 | Dusty Rhodes              | 3e      | 26 juillet 1986                                                              | 14 jours                                                                         | Greensboro, Caroline du Nord                            | The GreatAmerican Bash (1990)             | |
| 32 | Ric Flair                 | 4e(5e)  | 9 août 1986                                                                  | 412 jours                                                                        | St. Louis, Missouri                                     | House show                                | |
| 33 | Ron Garvin                | 1er     | 25 septembre 1987                                                            | 62 jours                                                                         | Détroit (Michigan)                                      | House show                                | |
| 34 | Ric Flair                 | 5e(6e)  | 26 novembre 1987                                                             | 452 jours                                                                        | Chicago, Illinois                                       | Starrcade (1987)                          | Le 21 novembre 1988, la WCW rejoint la NWA. |
| 35 | Ricky Steamboat           | 1er     | 20 février 1989                                                              | 76 jours                                                                         | Chicago, Illinois                                       | Chi-Town Rumble                           | |
| 36 | Ric Flair                 | 6e(7e)  | 7 mai 1989                                                                   | 426 jours                                                                        | Nashville, Tennessee                                    | WrestleWar (1989)                         | |
| 37 | Sting                     | 1er     | 7 juillet 1990                                                               | 188 jours                                                                        | Baltimore, Maryland                                     | The Great American Bash (1990)            | |
| 38 | Ric Flair                 | 7e(8e)  | 11 janvier 1991                                                              | 69 jours                                                                         | East Rutherford, New Jersey                             | House show                                | |
| 39 | Tatsumi Fujinami          | 1er     | 21 mars 1991                                                                 | 59 jours                                                                         | Tokyo, Japon                                            | WCW/New Japon Supershow I                 | Brièvement défendu avec le IWGP Heavyweight Championship. |
| 40 | Ric Flair                 | 8e(9e)  | 19 mai 1991                                                                  | 112 jours                                                                        | St. Petersburg (Floride)                                | SuperBrawl I                              | Ce changement de titre a été ignoré aux États-Unis. Ce changement de titre a été brièvement reconnu par la WCW, mais il est actuellement non reconnue par la WWE. |
| Vacant le 8 septembre 1991, Flair a été dépouillé du titre lors de sa signature avec la WWF. |                           |         |                                                                              |                                                                                  |                                                         |                                           | |
| 41 | Masahiro Chōno            | 1er     | 12 août 1992                                                                 | 145 jours                                                                        | Tokyo, Japon                                            | House show                                | Bat Rick Rude dans une finale de tournoi à la G1 Climax |
| 42 | The Great Muta            | 1er     | 4 janvier 1993                                                               | 48 jours                                                                         | Tokyo, Japon                                            | WCW/New Japon Supershow III               | Le IWGP Heavyweight Championship était aussi en jeu. |
| 43 | Barry Windham             | 1er     | 21 février 1993                                                              | 147 jours                                                                        | Asheville (Caroline du Nord)                            | SuperBrawl III                            | |
| 44 | Ric Flair                 | 9e(10e) | 18 juillet 1993                                                              | 57 jours†                                                                        | Biloxi, Mississippi                                     | Beach Blast (1993)                        | |
| Vacant le 13 septembre 1993, quand la WCW a quitté la NWA. La WCW a continué de reconnaître que leur Flair était le WCW International World Heavyweight Champion.                                             |                           |         |                                                                              |                                                                                  |                                                         |                                           | |
| 45 | Shane Douglas             | 1er     | 27 août 1994                                                                 | 0 jour                                                                           | Philadelphie, Pennsylvanie                              | NWA World Title Tournament                | Bat 2 Cold Scorpio dans une finale de tournoi |
| Vacant le 27 août 1994, Lors que Douglas a jeté la ceinture NWA World Heavyweight Championship immédiatement après l'avoir gagner et a déclaré qu'il ne voulait pas être le champion de l'entreprise.         |                           |         |                                                                              |                                                                                  |                                                         |                                           | |
| 46 | Chris Candido             | 1er     | 19 novembre 1994                                                             | 97 jours                                                                         | Cherry Hill, New Jersey                                 | SMW/NWA Championship Wrestling America    | Bat Tracy Smothers dans une finale de tournoi |
| 47 | Dan Severn                | 1er     | 24 février 1995                                                              | 1479 jours                                                                       | Erlanger (Kentucky)                                     | House show                                | |
| 48 | Naoya Ogawa               | 1er     | 14 mars 1999                                                                 | 195 jours                                                                        | Yokohama, Japon                                         | House show                                | |
| 49 | Gary Steele (en)          | 1er     | 25 septembre 1999                                                            | 7 jours                                                                          | Charlotte (Caroline du Nord)                            | 51st Anniversary Show                     | Gary Steele fait le tombé sur Ogawa dans un Three-Way match impliquant également Brian Anthony |
| 50 | Naoya Ogawa               | 2e      | 1er octobre 1999                                                             | 275 jours                                                                        | Thomaston (Connecticut)                                 | House show                                | |
| Vacant le 2 juillet 2000, Ogawa met le titre vacant. |                           |         |                                                                              |                                                                                  |                                                         |                                           | |
| 51 | Mike Rapada (en)          | 1er     | 19 septembre 2000                                                            | 56 jours                                                                         | Tampa, Floride                                          | House show                                | Bat Jerry Flynn dans une finale de tournoi |
| 52 | Sabu                      | 1er     | 14 novembre 2000                                                             | 38 jours                                                                         | Tampa (Floride)                                         | House show                                | |
| 53 | Mike Rapada (en)          | 2e      | 22 décembre 2000                                                             | 123 jours                                                                        | Nashville, Tennessee                                    | House show                                | |
| 54 | Steve Corino              | 1er     | 24 avril 2001                                                                | 172 jours                                                                        | Tampa, Floride                                          | House show                                | |
| Vacant le 13 octobre 2001, le titre a eu lieu a la suite d'un match contre Shinya Hashimoto |                           |         |                                                                              |                                                                                  |                                                         |                                           | |
| 55 | Shinya Hashimoto          | 1er     | 15 décembre 2001                                                             | 84 jours                                                                         | McKeesport, Pennsylvanie                                | House show                                | C'était un match à 3 rounds. Gary Steele conte Steve Corino. Gary Steel contre Shinya Hashimoto. Steve Corino contre Shinya Hashimoto. Hashimoto a gagné. |
| 56 | Dan Severn                | 2e      | 9 mars 2002                                                                  | 80 jours                                                                         | Tokyo, Japon                                            | House show                                | Ce match se termine dans une polémique, car l'arbitre a fait un comptage rapide. |
| Vacant le 28 mai 2002, Severn a été dépouillé du titre après avoir échoué à présenter une défense dans la Total Nonstop Action Wrestling. Titre fait exclusif de la TNA                                       |                           |         |                                                                              |                                                                                  |                                                         |                                           | |
| 57 | Ken Shamrock              | 1er     | 19 juin 2002                                                                 | 49 jours                                                                         | Huntsville (Alabama)                                    | Weekly pay-per-view event#1               | Bat Malice dans une finale de tournoi à Gauntlet for the Gold |
| 58 | Ron Killings              | 1er     | 7 août 2002                                                                  | 105 jours                                                                        | Nashville (Tennessee)                                   | Weekly pay-per-view event#8               | |
| 59 | Jeff Jarrett              | 1er     | 20 novembre 2002                                                             | 203 jours                                                                        | Nashville (Tennessee)                                   | Weekly pay-per-view event#22              | Unifié avec le WWA World Heavyweight Championship en battant Sting le 25 mai 2002 à Auckland, Nouvelle Zélande. |
| 60 | A.J. Styles               | 1er     | 11 juin 2003                                                                 | 133 jours                                                                        | Nashville (Tennessee)                                   | Weekly pay-per-view event#49              | C'était un Three-Way match impliquant également Raven. |
| 61 | Jeff Jarrett              | 2e      | 22 octobre 2003                                                              | 182 jours                                                                        | Nashville (Tennessee)                                   | Weekly pay-per-view event#67              | |
| 62 | A.J. Styles               | 2e      | 21 avril 2004                                                                | 28 jours                                                                         | Nashville (Tennessee)                                   | Weekly pay-per-view event#91              | C'était un Steel Cage match |
| 63 | Ron Killings              | 2e      | 19 mai 2004                                                                  | 14 jours                                                                         | Nashville (Tennessee)                                   | Weekly pay-per-view event#95              | C'était un Fatal-4-Way impliquant également Raven et Chris Harris |
| 64 | Jeff Jarrett              | 3e      | 2 juin 2004                                                                  | 347 jours                                                                        | Nashville (Tennessee)                                   | Weekly pay-per-view event#97              | C'était un King of the Mountain match, impliquant également A.J. Styles, Raven et Chris Harris. Rollings bat Jarrett le 23 juin, mais en raison de problème entourant le changement de titre, le titre a été retenu, avant que Vince Russo redonne le titre à Jarrett. |
| 65 | Ray González (en)         | 1er     | 3 avril 2005                                                                 | 0 jour                                                                           | San Juan (Porto Rico)                                   | IWAPR Juicio Final Live event             | Ce changement de titre n'a pas été reconnu par la NWA ou la TNA jusqu'à ce que la NWA le reconnait en 2015. |
| 66 | Jeff Jarrett              | 4e      | 3 avril 2005                                                                 | 4 jours                                                                          | San Juan (Porto Rico)                                   | IWAPR Juicio Final Live event             | Ce changement de titre n'a pas été reconnu par la NWA ou la TNA jusqu'à ce que la NWA le reconnait en 2015. |
| 67 | A.J. Styles               | 3e      | 15 mai 2005                                                                  | 35 jours                                                                         | Orlando (Floride)                                       | Hard Justice (2005)                       | Bat Jeff Jarrett pour le titre. |
| 68 | Raven                     | 1er     | 19 juin 2005                                                                 | 88 jours                                                                         | Orlando (Floride)                                       | Slammiversary (2005)                      | C'était un King of the Mountain match, impliquant également Abyss, Monty Brown et Sean Waltman |
| 69 | Jeff Jarrett              | 5e      | 15 septembre 2005                                                            | 38 jours                                                                         | Windsor (Ontario)                                       | International Incident                    | |
| 70 | Rhino                     | 1er     | 23 octobre 2005                                                              | 2 jours                                                                          | Orlando, Floride                                        | Bound for Glory (2005)                    | Rhino a gagné le droit d'affronter Jarrett dans un Gauntlet for the Gold match après que le challenger désigné Kevin Nash est tombé malade et se retira |
| 71 | Jeff Jarrett              | 6e      | 25 octobre 2005                                                              | 110 jours                                                                        | Orlando, Floride                                        | TNA Impact!                               | Diffusé le 3 novembre 2005 |
| 72 | Christian Cage            | 1er     | 12 février 2006                                                              | 126 jours                                                                        | Orlando, Floride                                        | Against All Odds (2006)                   | |
| 73 | Jeff Jarrett              | 7e      | 18 juin 2006                                                                 | 126 jours                                                                        | Orlando, Floride                                        | Slammiversary (2006)                      | C'était un King of the Mountain match. Jeff Jarrett gagne à cause des interférences de l'arbitre Earl Hebner. Jim Cornette a dépouillé Jarrett de la ceinture plus tard cette semaine, puis revint à lui la semaine suivante à condition qu'il affronte le vainqueur du match du challenger numéro 1 étant maintenue par Victory Road le 16 juillet 2006. |
| 74 | Sting                     | 2e      | 22 octobre 2006                                                              | 28 jours                                                                         | Plymouth, Michigan                                      | Bound for Glory (2006)                    | Devient le seul lutteur à remporter le titre avant et pendant l'acquisition de la TNA. |
| 75 | Abyss                     | 1er     | 19 novembre 2006                                                             | 56 jours                                                                         | Orlando, Floride                                        | Genesis (2006)                            | Abyss bat Sting par disqualification après avoir poussé l'officiel. |
| 76 | Christian Cage            | 2e      | 14 janvier 2007                                                              | 119 jours                                                                        | Orlando, Floride                                        | Final Resolution (2007)                   | C'était un Three-Way Elimination match, impliquant également Sting. |
| Vacant le 13 mai 2007, Cage a été dépouillé du championnat lorsque la NWA a repris le contrôle du titre. |                           |         |                                                                              |                                                                                  |                                                         |                                           | |
| 77 | Adam Pearce               | 1er     | 1er septembre 2007                                                           | 336 jours                                                                        | Bayamón, Puerto Rico                                    | House show                                | Bat Brent Albright dans une finale de tournoi de Reclaiming the Glory. Pearce a participé en tant que remplaçant pour Bryan Danielson, qui a battu Pearce en demi-finale, mais a été retiré du tournoi en raison d'un décollement de la rétine. Danielson était l'arbitre. |
| 78 | Brent Albright            | 1er     | 2 août 2008                                                                  | 49 jours                                                                         | New York (New York)                                     | ROH Death Before Dishonor VI              | |
| 79 | Adam Pearce               | 2e      | 20 septembre 2008                                                            | 35 jours                                                                         | Philadelphie, Pennsylvanie                              | Glory By Honor VII                        | |
| 80 | Blue Demon Jr.            | 1er     | 25 octobre 2008                                                              | 505 jours                                                                        | Mexico, Mexique                                         | House show                                | |
| 81 | Adam Pearce               | 3e      | 14 mars 2010                                                                 | 357 jours                                                                        | Charlotte (Caroline du Nord)                            | House show                                | C'était un Three-Way Elimination match, impliquant également Phill Shatter |
| 82 | Colt Cabana               | 1er     | 6 mars 2011                                                                  | 48 jours                                                                         | West Hollywood (Californie)                             | NWA Championship Wrestling from Hollywood | |
| 83 | The Sheik                 | 1er     | 23 avril 2011                                                                | 79 jours                                                                         | Jacksonville, Floride                                   | NWA Pro Wrestling Fusion "Subtle Hustle"  | |
| Vacant le 11 juillet 2011, Sheik est dépouillé du titre pour avoir refusé de se défendre contre Adam Pearce, le 31 juillet 2011.                                                                              |                           |         |                                                                              |                                                                                  |                                                         |                                           | |
| 84 | Adam Pearce               | 4e      | 31 juillet 2011                                                              | 252 jours                                                                        | Columbus (Ohio)                                         | NWA at the Ohio State Fair                | Bat Chance Prophet, Jimmy Rave et Shaun Tempers dans un Fatal-4-Way match pour gagner le titre vacant. |
| 85 | Colt Cabana               | 2e      | 8 avril 2012                                                                 | 104 jours                                                                        | Glendale, Californie                                    | NWA Championship Wrestling from Hollywood | |
| 86 | Adam Pearce               | 5e      | 21 juillet 2012                                                              | 98 jours                                                                         | Kansas City (Kansas)                                    | Metro Pro Wrestling                       | C'était un Two Out of Three Falls match. C'était un match à sept séries entre Pearce et Cabana. |
| Vacant le 27 octobre 2012, Pearce a quitté la NWA et a démissionné en tant que champion après que l'entreprise a refusé de lui permettre de défendre le titre dans le meilleur des sept séries contre Cabana. |                           |         |                                                                              |                                                                                  |                                                         |                                           | |
| 87 | Kahagas (en)              | 1er     | 2 novembre 2012                                                              | 134 jours                                                                        | Clayton, New Jersey                                     | NWA DAWG: Wrath of Champions              | A remporté un elimination match pour le titre vacant par le dernier éliminant Damien Wayne. Match également comporté par Chance Prophet, Jason Kincaid, Lance Erikson, Anthony Nese, Papadon, Biggie Biggs et Lance Anoa'i. Kahagas était le NWA National Heavyweight Championship au moment de sa victoire. |
| 88 | Rob Conway                | 1er     | 16 mars 2013                                                                 | 294 jours                                                                        | San Antonio, Texas                                      | NWA Branded Outlaw Wrestling              | Conway remplace Jax Dane blessé et bat Kahagas pour le titre. |
| 89 | Satoshi Kojima            | 1er     | 4 janvier 2014                                                               | 149 jours                                                                        | Tokyo, Japon                                            | Wrestle Kingdom 8 in Tokyo Dome           | [ 11 ] |
| 90 | Rob Conway                | 2e      | 2 juin 2014                                                                  | 257 jours                                                                        | Las Vegas, Nevada                                       | Vendetta Pro Casino Royale 2014           | En marge de la convention du Cauliflower Alley Club (en) |
| 91 | Hiroyoshi Tenzan          | 1er     | 14 février 2015                                                              | 196 jours                                                                        | Sendai, Japon                                           | The New Beginning in Sendai               | [ 13 ] |
| 92 | Jax Dane                  | 1er     | 29 août 2015                                                                 | 419 jours                                                                        | San Antonio, Texas                                      | NWA Branded Outlaw Wrestling              | [ 14 ] |
| 93 | Tim Storm                 | 1er     | 21 octobre 2016                                                              | 414 jours                                                                        | Sherman, Texas                                          |                                           | |
| 94 | Nick Aldis                | 1er     | 9 décembre 2017                                                              | 266 jours                                                                        | Sewell (en)                                             | CZW Cage of Death 19                      | [ 15 ] |
| 95 | Cody Rhodes               | 1er     | 1er septembre 2018                                                           | 50 jours                                                                         | Chicago, Illinois                                       | ALL IN                                    | [ 16 ] |
| 96 | Nick Aldis                | 2e      | 21 octobre 2018                                                              | 1043 jours                                                                       | Nashville, Tennessee                                    | 70th Anniversary Show                     | [ 17 ] |
| 97 | Trevor Murdoch            | 1er     | 29 août 2021                                                                 | 167 jours                                                                        | Saint Louis, Missouri                                   | NWA 73 - Wrestling at the Chase           | [ 18 ] |
| 98 | Matt Cardona              | 1er     | 12 février 2022                                                              | 119 jours                                                                        | Oak Grove, Kentucky                                     | NWA PowerrrTrip                           | [ 19 ] |
| Vacant le 11 juin 2022 à la suite d'une blessure de Matt Cardona |                           |         |                                                                              |                                                                                  |                                                         |                                           | |
| 99 | Trevor Murdoch            | 2e      | 11 juin 2022                                                                 | 154 jours                                                                        | Knoxville, Tennessee                                    | NWA Alwayz Ready                          | [ 20 ] |
| 100 | Tyrus                     | 1er     | 12 novembre 2022                                                             | 288 jours                                                                        | Chalmette, Louisiane                                    | NWA Hard Times 3                          | [ 21 ] |
| 101 | EC3                       | 1er     | 27 août 2023                                                                 | 370 jours                                                                        | Saint-Louis, Missouri                                   | NWA 75th Anniversary Show                 | [ 22 ] |
| 102 | Thom Latimer              | 1er     | 31 août 2024                                                                 | 352 jours                                                                        | Philadelphie                                            | NWA 76                                    | [ 23 ] |

## Règnes combinés
| Rang | Champion                  | Règnes | Jours | 1re victoire   |
| ---- | ------------------------- | ------ | ----- | -------------- |
| 1    | Lou Thesz                 | 3      | 3 749 | 27 nov. 1949   |
| 2    | Ric Flair                 | 9      | 3 103 | 17 sept. 1981  |
| 3    | Harley Race               | 7      | 1 799 | 24 mai 1973    |
| 4    | Dory Funk, Jr.            | 1      | 1 563 | 11 fév. 1969   |
| 5    | Dan Severn                | 2      | 1 559 | 24 fév. 1995   |
| 6    | Nick Aldis                | 2      | 1 309 | 9 déc. 2017    |
| 7    | Gene Kiniski              | 1      | 1 131 | 7 janv. 1966   |
| 8    | Adam Pearce               | 5      | 1 078 | 1er sept. 2007 |
| 9    | Jeff Jarrett              | 6      | 1 006 | 20 nov. 2002   |
| 10   | Pat O'Connor              | 1      | 903   | 9 janv. 1959   |
| 11   | Jack Brisco (en)          | 2      | 866   | 20 juill. 1973 |
| 12   | Orville Brown             | 1      | 692   | 14 juill. 1948 |
| 13   | Buddy Rogers              | 1      | 573   | 30 juin 1961   |
| 14   | Rob Conway                | 2      | 551   | 16 mars 2013   |
| 15   | Blue Demon Jr.            | 1      | 505   | 25 oct. 2008   |
| 16   | Naoya Ogawa               | 2      | 469   | 14 mars 1999   |
| 17   | Terry Funk                | 1      | 424   | 10 déc. 1975   |
| 18   | Dick Hutton (en)          | 1      | 421   | 14 nov. 1957   |
| 19   | Jax Dane                  | 1      | 419   | 29 août 2015   |
| 20   | Tim Storm                 | 1      | 414   | 21 oct. 2016   |
| 21   | EC3                       | 1      | 370   | 27 août 2023   |
| 22   | Trevor Murdoch            | 1      | 321   | 29 août 2021   |
| 23   | Tyrus                     | 1      | 288   | 12 nov. 2022   |
| 24   | Christian Cage            | 2      | 245   | 12 fév. 2006   |
| 25   | Whipper Billy Watson (en) | 1      | 239   | 15 mars 1956   |
| 26   | Sting                     | 2      | 216   | 7 juill. 1990  |
| 27   | A.J. Styles               | 3      | 196   | 11 juin 2003   |
| 27   | Hiroyoshi Tenzan          | 1      | 196   | 14 fév. 2015   |
| 29   | Mike Rapada (en)          | 2      | 176   | 19 sept. 2000  |
| 30   | Steve Corino              | 1      | 175   | 24 avr. 2001   |
| 31   | Colt Cabana               | 2      | 152   | 6 mars 2011    |
| 32   | Satoshi Kojima            | 1      | 149   | 4 janv. 2014   |
| 33   | Barry Windham             | 1      | 147   | 21 fév. 1993   |
| 34   | Masahiro Chōno            | 1      | 145   | 12 août 1992   |
| 35   | Kahagas (en)              | 1      | 134   | 2 nov. 2012    |
| 36   | Ron Killings              | 2      | 119   | 7 août 2002    |
| 36   | Matt Cardona              | 1      | 119   | 12 fév. 2022   |
| 38   | Dusty Rhodes              | 3      | 107   | 21 août 1979   |
| 39   | Chris Candido             | 1      | 97    | 19 nov. 1994   |
| 40   | Thom Latimer              | 1      | 352   | 31 août 2024   |
| 41   | Raven                     | 1      | 88    | 19 juin 2005   |
| 42   | Shinya Hashimoto          | 1      | 84    | 15 déc. 2001   |
| 43   | The Sheik                 | 1      | 79    | 23 avr. 2011   |
| 44   | Ricky Steamboat           | 1      | 76    | 20 fév. 1989   |
| 45   | Ron Garvin                | 1      | 62    | 25 sept. 1987  |
| 46   | Tatsumi Fujinami          | 1      | 59    | 21 mars 1991   |
| 47   | Abyss                     | 1      | 56    | 19 nov. 2006   |
| 48   | Cody Rhodes               | 1      | 50    | 1er sept. 2018 |
| 49   | Ken Shamrock              | 1      | 49    | 19 juin 2002   |
| 49   | Brent Albright            | 1      | 49    | 2 août 2008    |
| 51   | The Great Muta            | 1      | 48    | 4 janv. 1993   |
| 52   | Sabu                      | 1      | 38    | 14 nov. 2000   |
| 53   | Giant Baba                | 3      | 19    | 2 déc. 1974    |
| 54   | Kerry Von Erich           | 1      | 18    | 6 mai 1984     |
| 55   | Gary Steele (en)          | 1      | 7     | 25 sept. 1999  |
| 56   | Tommy Rich                | 1      | 4     | 27 avr. 1981   |
| 57   | Rhino                     | 1      | 2     | 23 oct. 2005   |
| 58   | Shane Douglas             | 1      | <1    | 27 août 1994   |
| 58   | Ray González (en)         | 1      | <1    | 3 avr. 2005    |